# Stenocactus crispatus
Stenocactus crispatus ist eine Pflanzenart in der Gattung Stenocactus aus der Familie der Kakteengewächse (Cactaceae). Das Artepitheton crispatus stammt aus dem Lateinischen, bedeutet ‚gekräuselt‘ und verweist auf die welligen Rippen der Art.

## Beschreibung
Stenocactus crispatus wächst mit niedergedrückt kugelförmigen, gelbgrünen bis dunkelgrünen Trieben und erreicht Durchmesser von 8 bis 10 Zentimetern. Die 25 bis 60 mehr oder weniger wellig gefalteten Rippen sind etwas gehöckert. Die Farbe und Anzahl der geraden, steifen und ungleich langen Dornen sind sehr variabel. Ihre Farbe ist weiß bis gelb oder braun. Die ein bis vier Mitteldornen werden zwischen 10 und 65 Millimeter lang. Die 2 bis 10 Randdornen erreichen Längen zwischen 4 und 28 Millimeter.
Die purpurvioletten, meist zu mehreren an den Triebspitzen erscheinenden Blüten, sind 2 bis 4 Zentimeter lang und besitzen eine deutlich ausgeprägte, beschuppte Blütenröhre. Die Blütenhüllblätter stehen in zwei Reihen.
Stenocactus crispatus ist sehr variabel.

## Verbreitung, Systematik und Gefährdung
Stenocactus crispatus ist von Nord- und Zentralmexiko im Bundesstaat Zacatecas bis südlich nach Puebla und Oaxaca verbreitet.
Die Erstbeschreibung als Echinocactus crispatus durch Augustin-Pyrame de Candolle wurde 1828 veröffentlicht. Alwin Berger stellte die Art 1929 in die Gattung Stenocactus. Weitere nomenklatorische Synonyme sind Echinocactus crispatus DC. (1828), Brittonrosea crispata (DC.) Speg. (1923), Stenocactus crispatus (DC.) A.Berger ex A.W.Hill (1933, nom. illeg.), Echinofossulocactus crispatus (DC.) Lawr. (1841), Efossus crispatus (DC.) Orcutt (1926) und Ferocactus crispatus (DC.) N.P.Taylor (1980).
In der Roten Liste gefährdeter Arten der IUCN wird die Art als „Data Deficient (DD)“, d. h. mit keinen ausreichenden Daten geführt.

## Nachweise